# 그레그 애벗 (정치인)
그레고리 웨인 애벗(영어: Gregory Wayne Abbott, 1957년 11월 13일~)은 미국의 정치인으로 현재 텍사스주 주지사로 재임 중이다.

## 학력
- 던컨빌 고등학교 졸업
- 텍사스 대학교 오스틴 금융학 B.A.
- 밴더빌트 대학교 법학전문대학원 법학J.D.

## 경력
- 휴스턴 제129지방법원 판사
- 1996.01 ~ 2001.06 텍사스주 대법관
- 2002.12 ~ 2015.01 제50대 텍사스 법무장관
- 2015.01 ~ 제48대 텍사스 주지사
- 2019.11 ~ 2020.12 공화당 주지사 연합 의장

## 역대 선거 결과
| 선거명      | 직책명                  | 대수 | 정당   | 득표율 | 득표수      | 결과 | 당락                   |
| ----------- | ----------------------- | ---- | ------ | ------ | ----------- | ---- | ---------------------- |
| 1996년 선거 | 대법관 (텍사스 Place 5) | -대  | 공화당 | 84.11% | 3,201,185표 | 1위  | 텍사스 대법원 당선     |
| 1998년 선거 | 대법관 (텍사스 Place 5) | -대  | 공화당 | 60.11% | 2,104,828표 | 1위  | 텍사스 대법원 당선     |
| 2002년 선거 | 텍사스 법무장관         | 50대 | 공화당 | 56.72% | 2,542,184표 | 1위  | 텍사스주 법무장관 당선 |
| 2006년 선거 | 텍사스 법무장관         | 50대 | 공화당 | 59.50% | 2,553,610표 | 1위  | 텍사스주 법무장관 당선 |
| 2010년 선거 | 텍사스 법무장관         | 50대 | 공화당 | 64.06% | 3,151,064표 | 1위  | 텍사스주 법무장관 당선 |
| 2014년 선거 | 텍사스 주지사           | 48대 | 공화당 | 59.27% | 2,796,547표 | 1위  | 텍사스 주지사 당선     |
| 2018년 선거 | 텍사스 주지사           | 48대 | 공화당 | 55.81% | 4,656,196표 | 1위  | 텍사스 주지사 당선     |
| 2022년 선거 | 텍사스 주지사           | 48대 | 공화당 | 54.76% | 4,437,099표 | 1위  | 텍사스 주지사 당선     |